# Platysoma bipunctatum
Platysoma bipunctatum är en skalbaggsart som beskrevs av Lewis 1889. Platysoma bipunctatum ingår i släktet Platysoma och familjen stumpbaggar. Inga underarter finns listade i Catalogue of Life.